# Тіміскамінг (озеро)
Тіміскамінг (фр. Témiscamingue, англ. Timiskaming) — рифтове озеро, що лежить на межі провінцій Квебек та Онтаріо в Канаді. Найбільше прісноводне озеро на межі провінцій. Назва походить з мови алгонкінів, де слово «Temikami» або «Temikaming» означає «глибокі води». Озеро має довжину 110 км і до певної міри є проточним — через нього протікає річка Оттава. Висота варіюється від 175 до 179 м над рівнем моря, середньорічний показник — 178,4 м над рівнем моря. Найбільша глибина становить 216 м, площа — 295 км². Над озером виступають кілька островів: острів Манн (фр. Mann) та острови Ду-Колеже (du Collège). На узбережжі знаходиться місто Тіміскамінг-Шорез
В озері водиться 30 видів риб, зокрема: щука звичайна (Esox lucius), осетрові (Acipenseridae), пструг озерний (Salvelinus namaycush), судак жовтий (Sander vitreus), малоротий окунь (Micropterus dolomieu), сомики (Ameiurus spp.), коропи (Cyprinidae), минь річковий (Lota lota), окунь жовтий (Perca flavescens) і сиги (Coregonus spp.).
Озеро утворилося після останнього зледеніння та є залишкам величезного озера Оджибва-Барлоу (англ. Ojibway-Barlow), що існувало 9 500 років тому.
1. ↑  Ontario Geographic Names Map Viewer